# Gangliostoma guangdongensis
Gangliostoma guangdongensis är en nässeldjursart som beskrevs av Xu 1983. Gangliostoma guangdongensis ingår i släktet Gangliostoma och familjen Campanulinidae. Inga underarter finns listade i Catalogue of Life.